# Chris Dingman (Musiker)

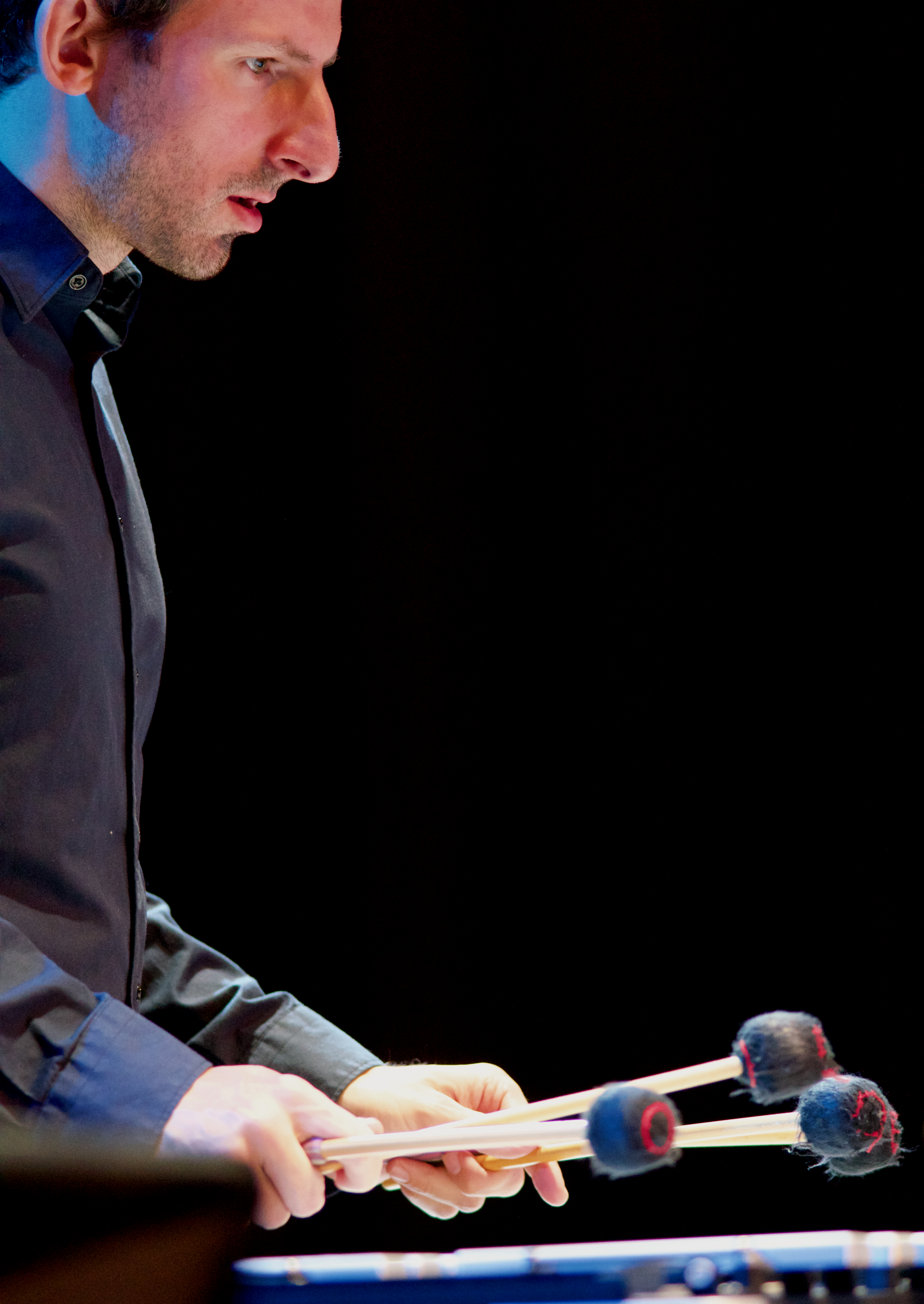
Chris Dingman mit dem Steve Lehman Octet im Bimhuis Amsterdam 2016

Chris Dingman (* 21. August 1980 in San Diego) ist ein US-amerikanischer Jazzmusiker (Vibraphon, Balaphon, Perkussion, Komposition).

## Leben und Wirken
Dingman wurde im Stadtteil La Jolla, nördlich der Innenstadt San Diegos geboren. Er wuchs in San José (Kalifornien) auf und begann als Kind zunächst Piano und Perkussion zu spielen. Nachdem er mit 18 Jahren an die Ostküste der USA gezogen war, wechselte er zum Vibraphon. Den Bachelor erwarb er 2002 an der Wesleyan University, wo er u. a. bei Jay Hoggard, Pheeroan AkLaff und Anthony Braxton studiert und an deren Weltmusik-Programmen teilgenommen hatte. In diesem Rahmen verbrachte er den Sommer 2000 im indischen Kerala zum Studium des Mridangam und der klassischen südindischen Musik. 2005 tourte er mit dem Monk Institute Ensemble im Auftrag des State Department durch Vietnam, wo er u. a. mit Wayne Shorter, Herbie Hancock und Nnenna Freelon auftrat. Anfang 2007 ging er mit Hancock und Shorter erneut auf eine Tournee mit Workshops durch Indien.
2007 erwarb er den Master of Music am Thelonious Monk Institute of Jazz Performance an der University of Southern California in Los Angeles, wo er u. a. bei Terence Blanchard, Ron Carter, Benny Golson, Jimmy Heath, Jerry Bergonzi und Wynton Marsalis studiert hatte. Dingman arbeitet seit den 2000er Jahren in New York City u. a. mit Ambrose Akinmusire (Prelude: to Cora, 2008), Harris Eisenstadt (Canada Day IV, 2015), Steve Lehman (On Meaning, 2007), Adam Rudolph (Thought Forms, 2008), Tyshawn Sorey und Keith Witty. Mit Ambrose Akinmusire und Loren Stillman legte er 2011 bei Pi Recordings sein Debütalbum Waking Dreams vor. Fabian Almazan lud ihn 2015 zum New Jazz Meeting ein, wo das Album Realm of Possibilities entstand. 2020 legte er das Album Embrace (Inner Arts Initiative) vor, gefolgt von Peace (2020), Journeys Vol. 1 (2022) und Journeys Vol. 2 (2023).